# غيردا كريستوفرسن
غيردا كريستوفرسن (بالدنماركية: Gerda Christophersen)‏ هي مغنية ومؤلفة وممثلة دنماركية، ولدت في 1 مارس 1870 في كوبنهاغن في الدنمارك، وتوفي بنفس المكان في 13 مارس 1947.

## وصلات خارجية
- غيردا كريستوفرسن على موقع IMDb (الإنجليزية)
- غيردا كريستوفرسن على موقع قاعدة بيانات الأفلام السويدية (السويدية)
- غيردا كريستوفرسن على موقع قاعدة بيانات الفيلم (الإنجليزية)
- غيردا كريستوفرسن على موقع كينوبويسك (الروسية)